# César Rojas Villegas
César Andrés Rojas Villegas (23 de març de 1988) és un ciclista costa-riqueny. El seu germà Juan Carlos també s'ha dedicat al ciclisme.
Al setembre de 2010 va donar positiu en un control i va ser suspès durant dos anys.

## Palmarès
- 2008
  -  Campió de Costa Rica sub-23 en ruta
- 2010
  -  Campió de Costa Rica sub-23 en contrarellotge
- 2012
  - Vencedor de 2 etapes a la Volta a Costa Rica
- 2014
  - Vencedor d'una etapa de la Volta a Costa Rica
- 2015
  - Vencedor de 2 etapes a la Volta a Costa Rica
- 2016
  - 1r a la Volta a Costa Rica i vencedor d'una etapa
  - 1r a la Volta a Nicaragua
- 2017
  - Vencedor d'una etapa de la Volta a Costa Rica